# Amphisbaena schmidti
Espèce
Statut de conservation UICN

 LC  : Préoccupation mineure
Amphisbaena schmidti est une espèce d'amphisbènes de la famille des Amphisbaenidae.

## Répartition
Cette espèce est endémique de Porto Rico.

## Étymologie
Cette espèce est nommée en l'honneur de Karl Patterson Schmidt.

## Publication originale
- Gans, 1964 : Amphisbaena schmidti, a third species of the genus from Puerto Rico (Amphisbaena: Reptilia). Breviora, no 198, p. 1-11 (texte intégral).